# CrunchBang Linux
CrunchBang (kurz #!) war eine Debian basierende Linux-Distribution, die zur Anwendung auf älterer Hardware optimiert ist.

## Entwicklung
Zunächst war das Projekt Ubuntu basiert. Nachdem die Anwendungssoftware dort immer tiefer mit dem Ubuntu Desktop verzahnt wurden und Ubuntu selber eine Monopolstellung einnahm, wurde auf Debian migriert.

## Besonderheiten
Installiert wurde mittels Debian-Text-Installer. Live-Medien müssen vom Anwender selbst erstellt werden. Das Projekt bietet sowohl den Openbox als auch den xfce Desktop an, vereinheitlicht jedoch deren Oberfläche mit dem Tint2-Panel. Der Arbeitsspeicherverbrauch des Grundsystems ist vergleichsweise niedrig. Mit CrunchEee existierte eine an den Asus Eee PC angepasste Variante.

## Nachfolger
Mit CrunchBangPlusplus (#!++) existiert ein direkter Nachfolger. BunsenLabs gilt ebenso als geistiger Nachfolger.